# Mainbrücke Eltmann (B 26)
Die Mainbrücke Eltmann ist eine rund 227 Meter lange Straßenbrücke, die den Main bei Kilometer 369,54 überspannt. Sie überführt die Bundesstraße 26 und verbindet die unterfränkischen Gemeinden Eltmann und Ebelsbach.

## Geschichte

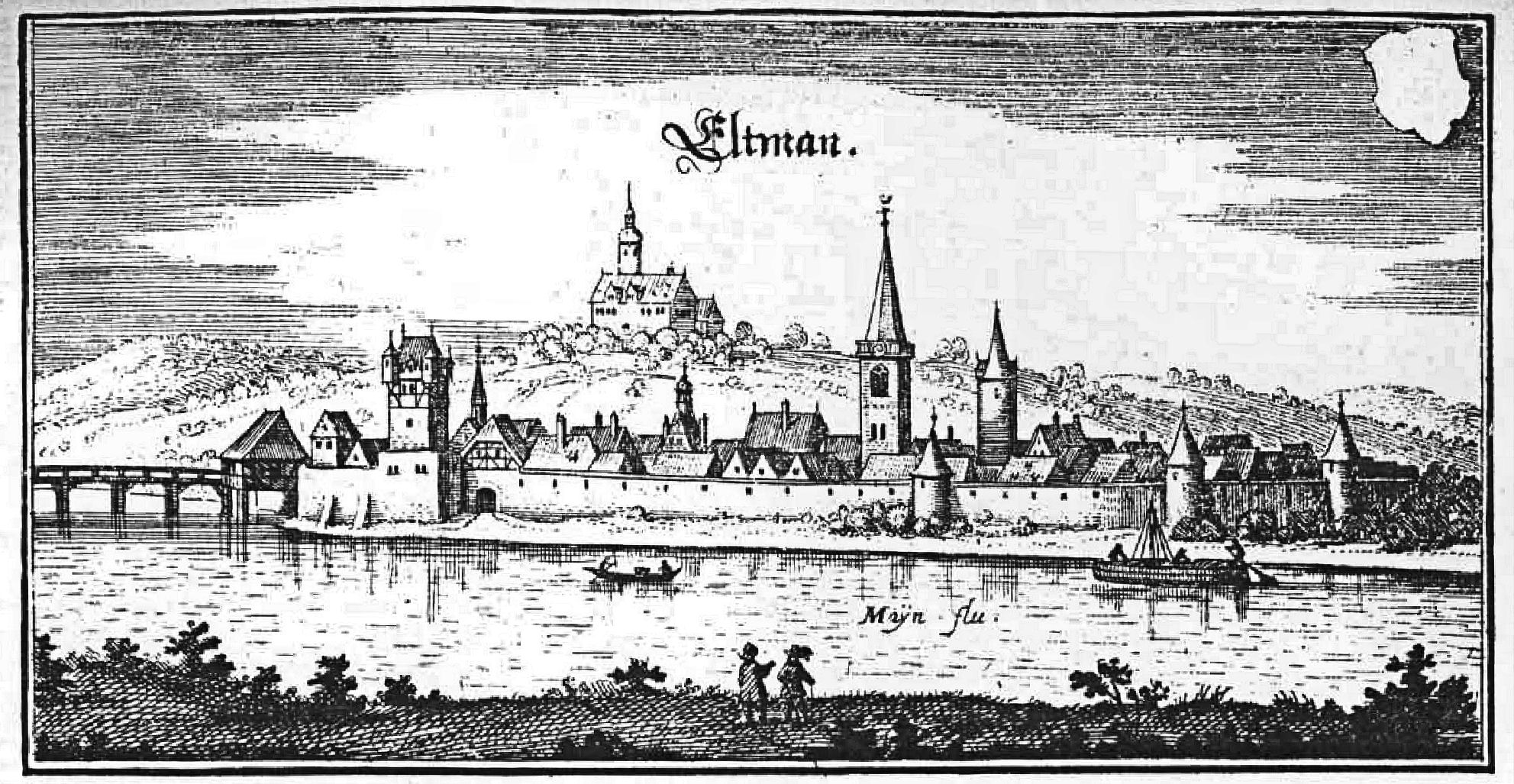
Mainbrücke der Stadt Eltmann (Matthäus Merian: Topographia Franconiae, 1648)

Mitte des 15. Jahrhunderts war die erste urkundliche Erwähnung einer Eltmanner Mainbrücke.
Treibeis und Hochwasser führten öfters zum Einsturz der hölzernen Brücke. Im Dreißigjährigen Krieg wurde das Bauwerk unter anderem in den Jahren 1641, 1643 und 1648 zerstört. Im Herbst 1796 wurde im Verlauf des ersten Koalitionskrieges bei Kämpfen zwischen der französischen Revolutionsarmee unter General Jean-Baptiste Jourdan und den kaiserlichen Truppen die Mainbrücke mehrmals abgebrochen.
1835 wurde die erste gemauerte Bogenbrücke errichtet. Der folgte nach ihrer Zerstörung 1848 eine eiserne Balkenbrücke, die 1898 durch eine Bogenbrücke aus Beton ersetzt und am 12. April 1945 deutschen Truppen gesprengt wurde. Eine hölzerne Behelfsbrücke bestand bis 1947. Nach einer Zeit mit Fährbetrieb wurde 1953 ein stählerner Behelfsüberbau vom System „Roth-Waagner“ der Wehrmacht als Mainbrücke eröffnet, den 1971 eine Spannbetonbrücke ersetzte, die ab 1968 für rund 2 Millionen DM errichtet worden war. Während eines Hochwassers auf dem Main im Januar 2011 hatten sich zwei unbeladene Lastkähne bei Stettfeld losgerissen und waren gegen einen Pfeiler der Mainbrücke bei Eltmann geprallt. In der Folge wurden 2012 die zwei Brückenpfeiler, die in der Flussrinne des Mains stehen, mit einem Rammschutz versehen. Es ist ein Betonschutzmantel, getrennt vom eigentlichen Brückenpfeiler mit einem zehn Zentimeter breiten Ringspalt. Die Schiffstoßsicherung ruht auf einem eigenen Fundament, das mit vier Bohrpfählen von 1,5 m Durchmesser und 10 m Länge im Baugrund verankert ist. Die Baukosten für die Baumaßnahme betrugen 2,4 Millionen Euro.

## Brückenkonstruktion von 1971
Die 227 m lange Balkenbrücke hat von Nord nach Süd Stützweiten von 36 m, 43 m, 48 m, 56 m und 44 m. Es ist eine fünffeldrige Spannbetonkonstruktion mit einem im Grundriss gekrümmten Hohlkastenquerschnitt. Die vier Rundpfeiler mit einem Durchmesser von je 3,5 m sind auf Einzelfundamenten flach gegründet.
Die Breite zwischen den Geländern beträgt 11,16 m. Das Bauwerk überführt zwei Fahrstreifen mit insgesamt 7,0 m, auf der Westseite einen Gehweg und auf der Ostseite einen kombinierten Geh- und Radweg.